# Edgardo Arasa
Edgardo José Arasa Saita (Rosario, Argentina, 15 de septiembre de 1961) es un exfutbolista argentino. Jugaba como defensor central.

## Trayectoria
Jugaba de defensa central, defendió las camisetas de Unión de Santa Fe, Atlético Concepción, Chacarita Juniors y Atlanta en su país natal. Además, a nivel regional defendió los colores de Río Cuarto y Renato Cesarini Río IV.
En 1988 se trasladó hacia Chile, pasando 5 temporadas en Everton en la Primera División, jugando la Copa Chile 1992 cedido en Santiago Wanderers de la Primera B.
Terminó su carrera en la división de plata del fútbol chileno, jugando dos temporadas por Deportes Arica.
Tras el retiro, trabajó como entrenador en la Academia Jorge Griffa de su ciudad natal.

## Clubes
| Club                          | País      | Año       |
| ----------------------------- | --------- | --------- |
| Unión de Santa Fe             | Argentina | 1982      |
| Atlético Concepción           | Argentina | 1983      |
| Río Cuarto                    | Argentina | 1984      |
| Renato Cesarini Río IV        | Argentina | 1984      |
| Chacarita Juniors             | Argentina | 1984      |
| Atlanta                       | Argentina | 1985-1988 |
| Everton                       | Chile     | 1988-1992 |
| → Santiago Wanderers (cedido) | Chile     | 1992      |
| Deportes Arica                | Chile     | 1993-1994 |